# Oligoclada crocogaster
Oligoclada crocogaster is een libellensoort uit de familie van de korenbouten (Libellulidae), onderorde echte libellen (Anisoptera).
De wetenschappelijke naam Oligoclada crocogaster is voor het eerst geldig gepubliceerd in 1931 door Donald J. Borror.